# Buoso da Duera

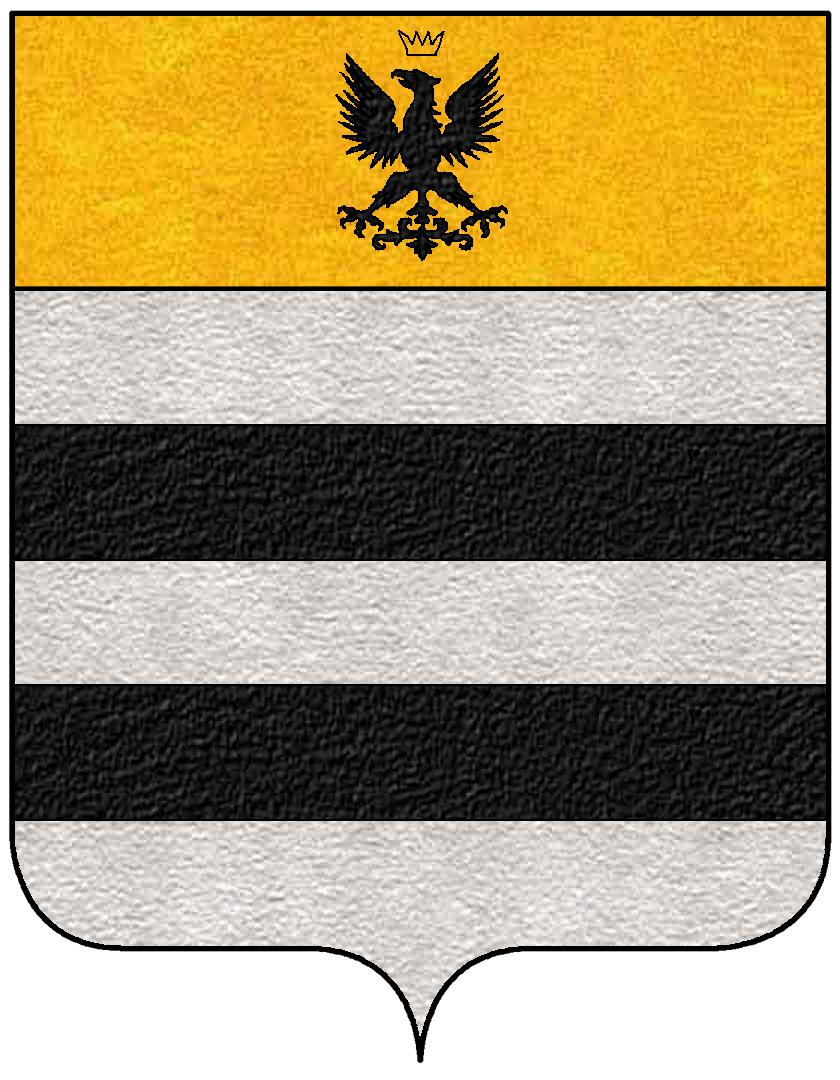
Stemma dei Dovara

Buoso da Duera, ovvero da Dovera o Dovara (... – Verona, 1291), è stato signore di Soncino e poi di Cremona nel XIII secolo.

## Biografia
Figlio di Girardo "de Clochaferis", di famiglia storicamente insediata nel Basso Oglio, come ancora attesta il toponimo di Isola Dovarese nei cui pressi possedeva il castello di Villarocca di Pessina posto sulla riva destra del medesimo fiume, dal 1247 resse Cremona con Oberto Pallavicino. Fu prima amico e poi avversario di Ezzelino da Romano e col Pallavicino formò un duumvirato filoimperiale mettendosi a capo dei ghibellini di tutta la Lombardia. Lungo le mura del feudo di Soncino fece scrivere: MCCXLVII INDICT. V. EST FACTUM OPUS IMPERANTE DOMINO BOSIO DOVAR.  Ben presto però Oberto Pallavicino ruppe i rapporti con il collega e con il suo esercito volle attaccare Milano, ma fu invece catturato e imprigionato a Soncino da Buoso. Durante il periodo in cui tenne il potere insieme con il Pallavicino, Buoso si impadronì di tredici città usurpando il vescovo di Cremona e diventando padrone di tutti i suoi beni. Fu signore di Sabbioneta sino al 1263.
Nel maggio 1249 ebbe parte nella disfatta della Fossalta con Enzo, figlio dell'Imperatore Federico II di Svevia, dove fu catturato dai bolognesi e rilasciato dopo circa due anni grazie all'interessamento del pontefice Innocenzo IV. Enzo, che finì i suoi giorni in prigionia a Bologna, gli affidò la cura di una delle sue figlie.
Nel 1265 Manfredi di Svevia re di Sicilia lo incaricò di impedire a Soncino il passaggio dell'Oglio dei francesi con a capo Carlo d'Angiò: passaggio che avvenne comunque quindici miglia più a settentrione, a Palazzolo sull'Oglio. Ma alcuni cronisti (e anche Dante Alighieri) avallarono la diceria che Buoso in cambio di denaro avesse lasciato libero il passo ai francesi che si dirigevano verso il campo di battaglia di Benevento, dove sarebbe avvenuta la storica battaglia del 1266 conclusasi con la morte dello stesso Manfredi.
Per questo, Dante lo collocò nell'ultimo cerchio dell'Inferno fra i traditori della patria (Inf. XXXII, 116), equivocando inoltre il nome del suo casato con quello, molto simile, del paese cremasco di Dovera.
 per essere stato sedotto dall'oro di Guido di Monforte e avere aperto ai francesi il passaggio dell'Oglio.
L'accusa di tradimento indusse il Pallavicino ad abbandonarlo, e Buoso a fuggire e riparare a Covo dove fece costruire un imponente riparo di sassi e sabbia del Serio, lungo le mura cittadine e intorno al castello, temendo attacchi da parte dei milanesi capeggiati da Napoleone della Torre.
Il 4 giugno 1266 Covo fu assalito e accerchiato su più fronti dall'esercito milanese, mentre era difeso all'interno da circa 2000 persone molte di Covo stesso che avevano abbandonato le proprie abitazioni. Fu quindi subito chiaro che non era facile da espugnare, motivo che diede agli attaccanti il diritto di depredare il paese e quelli limitrofi. Gli assalitori vedendo che il castello era ben protetto iniziarono a prosciugare i fossati e ad attaccare le località che erano del Dovera, che quando fu informato della resa di Soncino riuscì a fuggire nascondendosi tra la plebe lasciando la rocca senza comandante. Il castello di Covo venne distrutto nella primavera del 1267.
Buoso si ritirò nel maniero di Villarocca con la famiglia: la figlia Filippina col marito Cavalca degli Amati e il di lui fratello Folco, la figlia Lisia, il nipote Guglielmo, nato dal matrimonio di Antoniolo con Antoniola Oldoini, Gandiono da Dovara. La posizione della rocca sull'Oglio favorì nel gennaio del 1268 l'aiuto a Corradino di Svevia ad attraversarlo. Il castello subì molti assedi arrendendosi nel luglio del 1269 quando ormai Buoso si era rifugiato a Verona dove cercò nuove reclute, mettendosi al soldo, alla fine del 1271, del re Alfonso X di Castiglia, dovendo spostarsi nel 1274 fino in Spagna per assodare nuove truppe, e portarle ad attaccare Napo Torriani.  Nel 1278 lo si vide a fianco del marchese di Monferrato riuscendo a riconquistare Soncino e Crema. Ma l'alleanza tra Cremona e Milano gli fece abbandonare ogni desiderio di supremazia.
Nel 1285 risulta fosse stato eletto podestà di Vercelli, poi trasferitosi a Pavia dove nel giugno del 1288 scrisse il suo testamento. Nel documento risulta che erede principale fu il nipote Guglielmo mentre il resto dei suoi beni dovevano essere devoluti a istituti di culto e di assistenza. In tutti gli anni di comando aveva conquistato e acquistato ben centoventi beni immobiliari tra case castelli e terreni. Morì a Verona nel 1291.